# پنجمین دوره جوایز اسکار

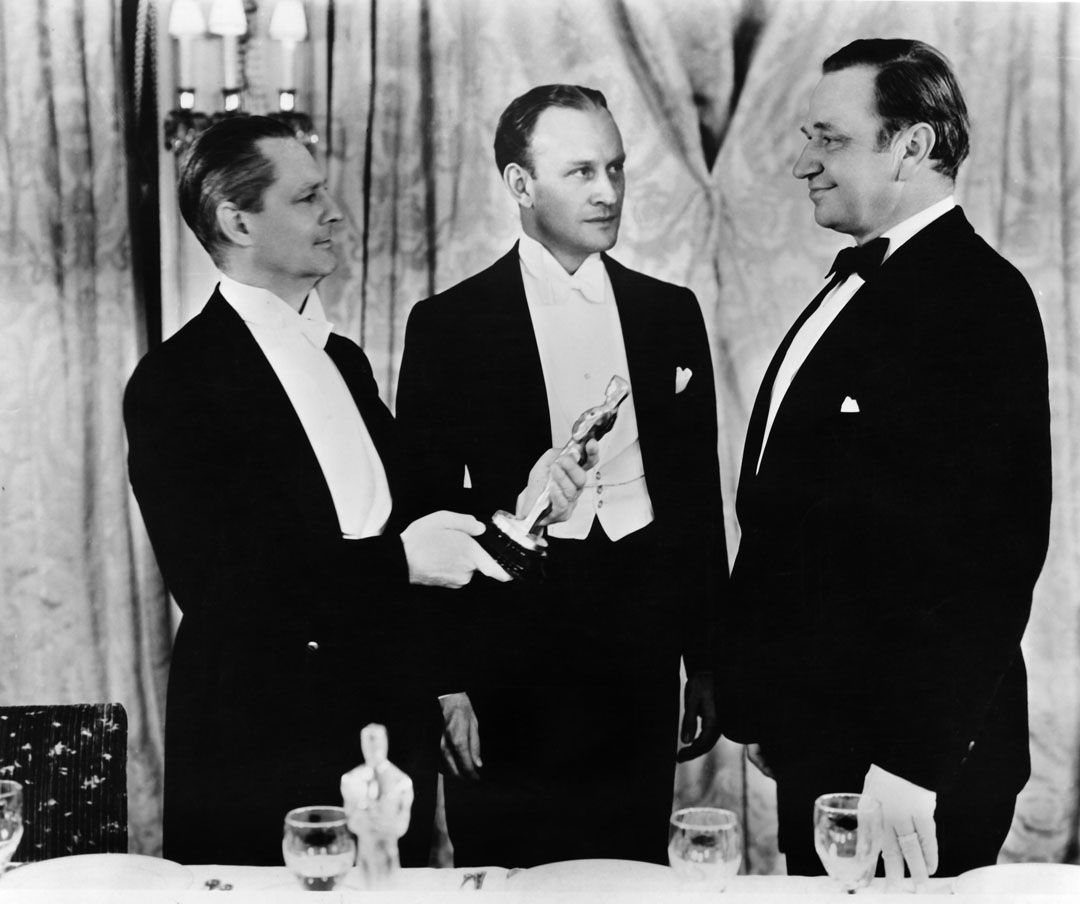
والاس بیری، با لیونل بریمو و مجری برنامه کنراد ناگل (اسکار 1932)

پنجمین دوره مراسم اعطای جوایز اسکار (انگلیسی: 5th Academy Awards) در روز ۱۸ نوامبر ۱۹۳۲ در هتل امبسدور لس آنجلس لوس آنجلس برگزار شد. در این مراسم بهترین فیلم‌های سال ۱۹۳۱ جهان به انتخاب آکادمی علوم و هنرهای تصاویر متحرک جایزه گرفتند.
کنراد نیگل مجری این مراسم بود.

## جوایز
| جایزه اسکار بهترین فیلم | جایزه اسکار بهترین کارگردانی |
| --- | --- |
| - گرند هتل - ارواسمیت - دختر بد - قهرمان - پایان پنج ستاره - یک ساعت با تو - قطار سریع‌السیر شانگهای - لبخند ستوان                                                                                    | - فرانک بورزیگی – دختر بد - کینگ ویدور – قهرمان - جوزف فون اشترنبرگ – قطار سریع‌السیر شانگهای |
| جایزه اسکار بهترین بازیگر نقش اول مرد | جایزه اسکار بهترین بازیگر نقش اول زن |
| - فردریک مارچ – دکتر جکیل و آقای هاید - والاس بیری – قهرمان - آلفرد لانت – گاردزمن | - هلن هیز – گناه مادلن کلوده - ماری درسلر – اما - لین فانتن – گاردزمن |
| Best Story | جایزه اسکار بهترین فیلم‌نامه اقتباسی |
| - قهرمان – فرانسیس ماریون - بانو و آقا – گروور جونز و ویلیام اسلاونس مک‌نات - The Star Witness – لوسین هابرد - هالیوود که دیگر بدرد نمی‌خورد – آدلا راجرز سنت جونز و جین مورفین                        | - دختر بد – ادوین جی. برک - ارواسمیت – سیدنی هاوارد - دکتر جکیل و آقای هاید – پرسی هیت (فیلم‌نامه‌نویس) و ساموئل هافنشتاین                                                                                    |
| جایزه اسکار بهترین طراحی صحنه | جایزه اسکار بهترین فیلمبرداری |
| - Transatlantic – Gordon Wiles - آزادی از آن ماست – Lazare Meerson - ارواسمیت – Richard Day | - قطار سریع‌السیر شانگهای – لی گارمس - ارواسمیت – ری جون - دکتر جکیل و آقای هاید – کارل استراس |
| Best Sound Recording | جایزه اسکار بهترین پویانمایی کوتاه |
| - پارامونت پیکچرز Studio Sound Department - مترو گلدوین مایر Studio Sound Department - آر.ک.ئو Radio Studio Sound Department - شرکت والت دیزنی - وارنر برادرز First National Studio Sound Department | - گل‌ها و درخت‌ها –شرکت والت دیزنی، یونایتد آرتیستس - والت دیزنی - It's Got Me Again! – Leon Schlesinger Productions, وارنر برادرز - لیون شلسینگر - یتیمان میکی – شرکت والت دیزنی، کلمبیا پیکچرز - والت دیزنی |
| جایزه اسکار بهترین فیلم کوتاه | جایزه اسکار بهترین فیلم کوتاه |
| - جعبه موسیقی – هال روچ - The Loud Mouth –مک سنت - Scratch-As-Catch-Can –آر.ک.ئو | - نیزه‌ماهی مبارز –مک سنت - Screen Souvenirs –پارامونت پیکچرز - Swing High –مترو گلدوین مایر |